# Munteni-Buzău
Munteni-Buzău es una comuna ubicada en el distrito de Ialomița, Rumania.

## Superficie
Cuenta con una superficie de 54,03 kilómetros cuadrados.

## Demografía
Hasta 2021 la población era de 2936 habitantes, con una densidad de población de 54,34 habitantes por kilómetro cuadrado.